# BoDoï
Pour les articles homonymes, voir Bodoi.
BoDoï est un magazine mensuel français consacré à la bande dessinée, créé en 1997 et abandonné en 2008.
Un webzine est disponible sur Internet.

## Le magazine

### Histoire
BoDoï est publié par la société LZ Publications fondée par Hervé Loiselet et Frédéric Vidal. La rédaction est dirigée par Frédéric et son frère, Jean-Marc Vidal.
Après le départ d'Hervé Loiselet en décembre 1999, José Da Silva Ferreira entre au capital et devient gérant de LZ Publications. En mai 2000 il est remplacé par Bruno Bonnell, nouvel actionnaire majoritaire (alors PDG/fondateur d'Infogrames). Jean-Pierre Fuéri, ancien rédacteur en chef du quotidien France-Soir, devient rédacteur en chef adjoint.
En octobre 2002, LZ Publications devient une société anonyme dont le président du conseil d'administration est Jean-Pierre Bonnell — le père de Bruno Bonnell — et le directeur général, Frédéric Vidal.
Jean-Marc Vidal quitte le mensuel en juin 2005.
En février 2007, Frédéric Vidal quitte la rédaction pour divergences éditoriales et fonde avec Jean-Pierre Fuéri le magazine Casemate dont le premier numéro paraît en janvier 2008,. Allison Reber, ancienne secrétaire de rédaction de BoDoï, devient alors responsable éditoriale jusqu'en septembre 2008.
La société est mise en liquidation judiciaire en mars 2009.

### Contenu rédactionnel
Le magazine présentait chaque mois un panorama complet de l'actualité de la bande dessinée (expositions, festivals, ventes), proposait des interviews et des portraits d'auteurs, des reportages et enquêtes, des critiques de BD, et se clôturait par la rubrique de Nicolas Pothier recensant les erreurs dans les BD. Le magazine proposait également des pré-publications d'albums complets, des histoires courtes et des strips.

### Prépublications
Il y avait trois à quatre prépublications par numéro. Sont indiqués entre parenthèses les numéros dans lesquels ont été pré-publiées ces bandes dessinées :

## Le webzine

### Historique du site
BoDoï est un site indépendant, qui n'est lié à aucun groupe de presse, ni maison d'édition. Lancé sur les bases du blog du magazine, le site est actif dans sa version actuelle depuis octobre 2008. Il compte plus de 1 000 critiques en ligne et plus de 300 interviews ou dossiers.
| Site            | Mise en ligne | Description |
| --------------- | ------------- | --- |
| NouvellesBD.com | février 2009  | Ce site recense les sorties de bandes dessinées à venir sous la forme d'un tableau triable par titre, par auteur, par éditeur, par date. Chaque album a sa fiche dédiée, qui reprend les informations principales (auteurs, éditeur, date de sortie, prix…) et propose parfois des planches extraites de l'album, ainsi que des liens de commerce en ligne. |
| BDAgenda.com    | février 2009  | Ce site collaboratif est ouvert et gratuit, En s'inscrivant, on peut y annoncer un festival de bande dessinée, une séance de dédicaces, une exposition, un concours, etc. |